# Даянанда Сарасваті
Свамі Даянанда Сарасваті (12 лютого 1824, Танкара, Гуджарат — 30 жовтня 1883, Аджмір, Раджастхан) — індійський вчений — теолог, реформатор індуїзму.

## Біографія
Спочатку носив ім'я Малий Шанкар. Народився в сім'ї брахмана, за національністю — Гуджараттець. У молодості був аскетом і подорожував країною в пошуках свого гуру. У 1875 році в Бомбеї засновує товариство Ар'я-самадж, індуїстський соціально — релігійний реформаторський рух. На початку своєї діяльності свамі Даянанда домігся деяких успіхів, але при спробах поширити своє релігійне вчення в інших регіонах Індії терпів невдачі. Перелом настав у 1877—1878 роках під час місіонерської поїздки по Пенджабу. Протягом кількох місяців у Ар'я-самадж вступили десятки тисяч нових членів, філії руху були відкриті у всіх великих містах Північно-Західної Індії.
Створена свамі Даянанда Сарасваті організація відіграла значну роль у соціально-політичному розвитку Індії, особливо після смерті свого засновника. З 1878 по 1882 Арья-самадж проводила дуже тісну спільну роботу з теософським товариством. Потім між ними стався розрив, оскільки теософи відкидали претензії Даянанди Сарасваті на те, що Веди є єдиним джерелом істини. Сарасваті в своїх творах дозволяв собі істотну критику догм ісламу і християнства.

## Вчення
Свамі Даянанда Сарасваті намагався відтворити те чисте вчення, яке, на його думку, випливало з Вед. Він критично ставився до сучасного йому індуїзму, який вважав деградуючим. Даянанда Сарасваті відкидав поклоніння священним зображенням, культ предків, паломництво і принесення жертв у храмах на тій підставі, що про це не йшлося у ведичних писаннях. Він засуджував також владу брахманів, кастовий лад, положення недоторканних і дитячі шлюби. Метою, яку він ставив перед собою, була створення загального братства (товариства) індусів на основі ведичного вчення. Це призвело Даянандау Сарасваті і створений ним рух Арья-самадж до затяжного конфлікту з ортодоксальним індуїзмом, а також з реформаторами-мусульманами (Ахмаді) і сикхами.
Основою теології Даянанди Сарасваті були постулати «Рігведи», а також «Сама-веди» і «Яджур-веди». Свамі виступав за поклоніння одному абстрактному Божеству і, таким чином, розвинув монотеїстичне значення Вед. Особливу роль в його моделі індуїзму грали також вчення про карму і сансару.